# 金剛心院
金剛心院（こんごうしんいん）は、京都府宮津市日置にある高野山真言宗の寺院。山号は秘密山。本尊は愛染明王像。

## 歴史
寺伝によれば、創建は平安時代前期にさかのぼる。勅願寺宝光壽院と号した。その後、元寇（弘安の役）より10年ほど経った永仁2年（1294年）鎌倉幕府執権北条氏の祈願寺であった鎌倉極楽寺の開山にして大阪四天王寺の貫主の忍性律師によって、奈良西大寺律宗、関東極楽寺末寺として復興された。現在は高野山真言宗に属する。
丹後・日ケ谷城主である松田頼盛（松田氏）の娘千手姫は、後宇多天皇の側妃となった。天皇の出家に際して自身も出家し、後宇多天皇より金剛心院の院号と本尊愛染明王坐像を賜ったという。

## 境内
- 勅使門 - 天皇からの勅使を迎えるための門。通常は閉門されている。
- 鐘楼門
- 本堂
- 救世観音像
- 石造地蔵菩薩像

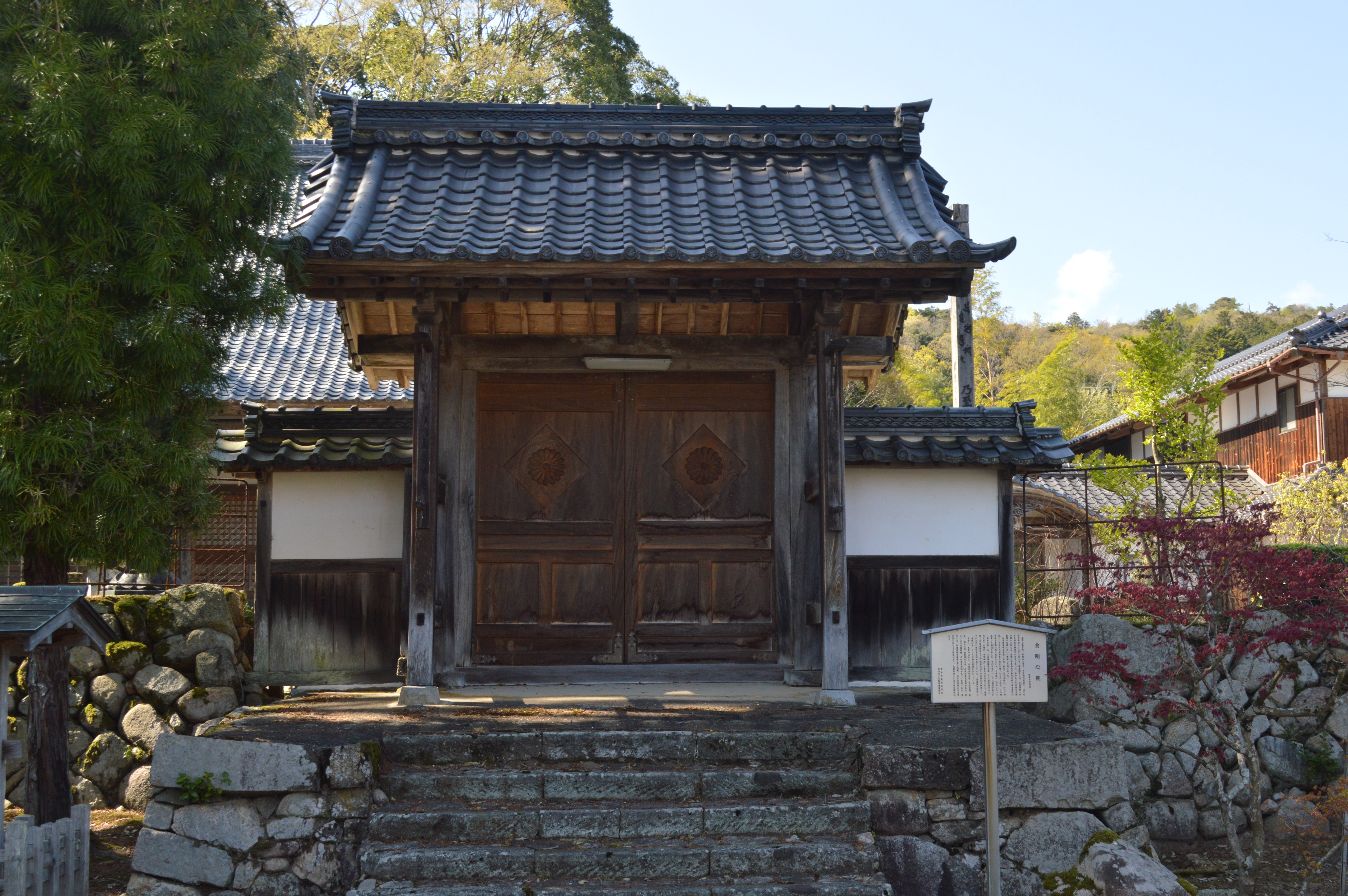
勅使門
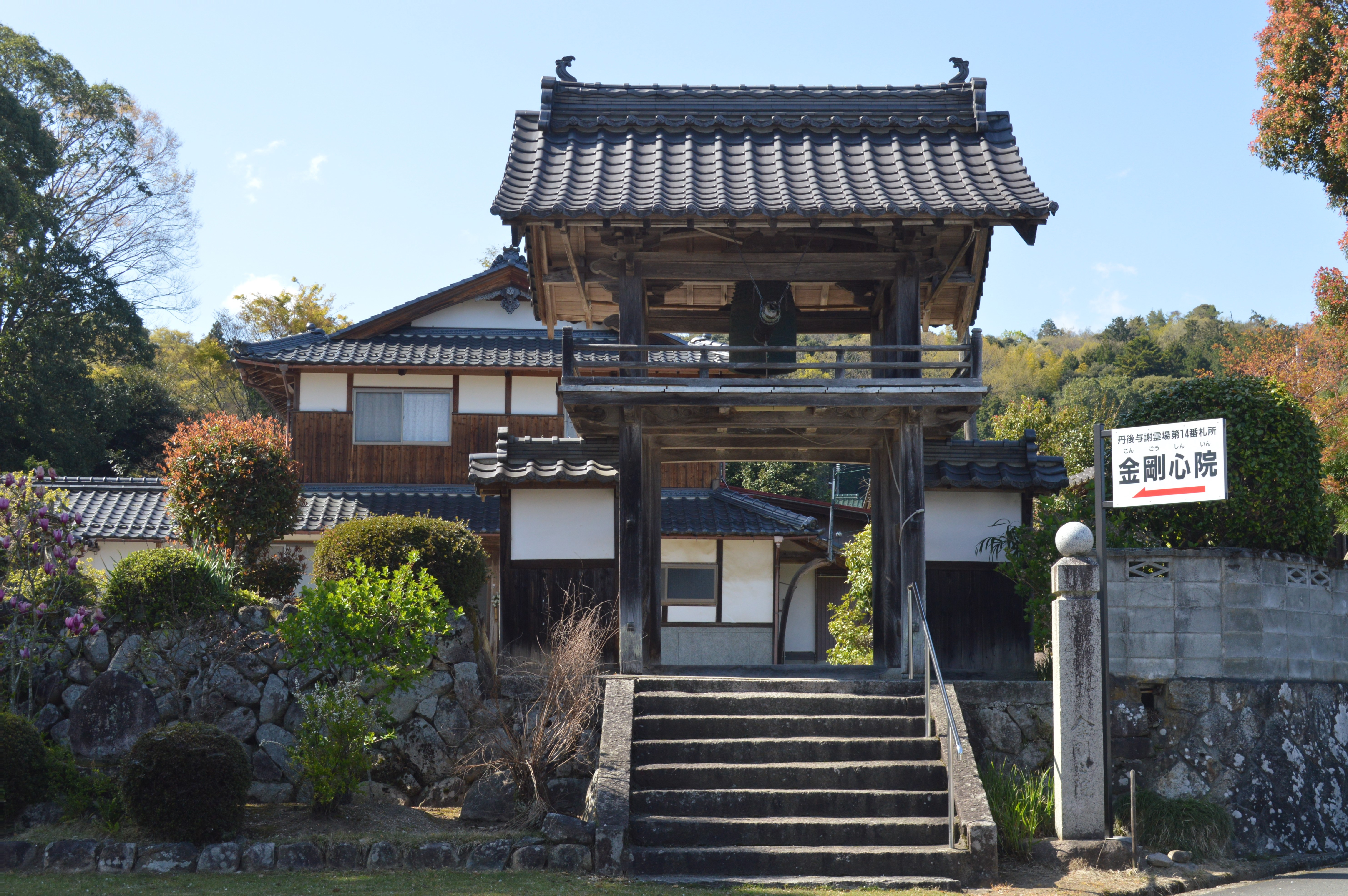
鐘楼門
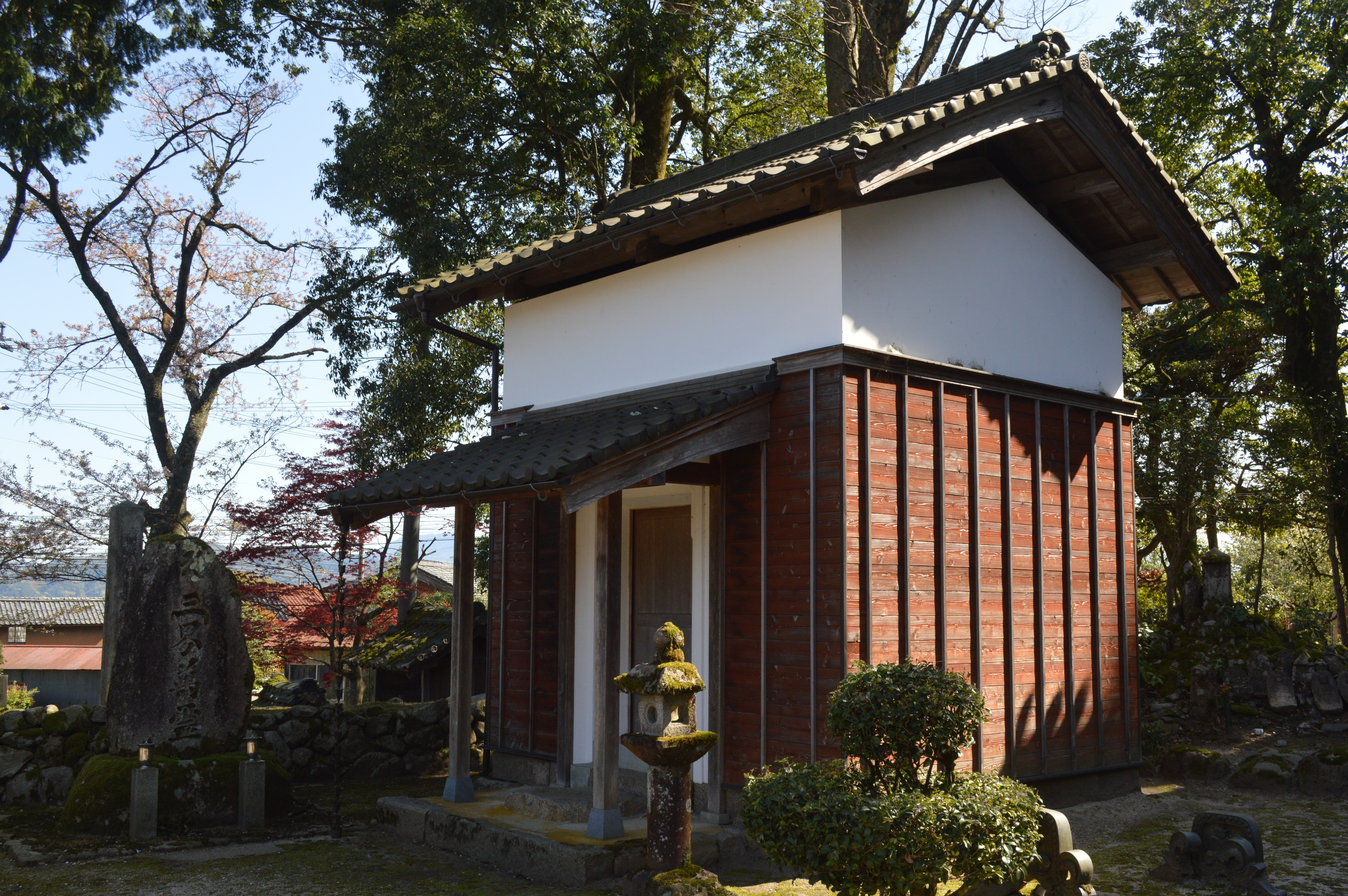
蔵
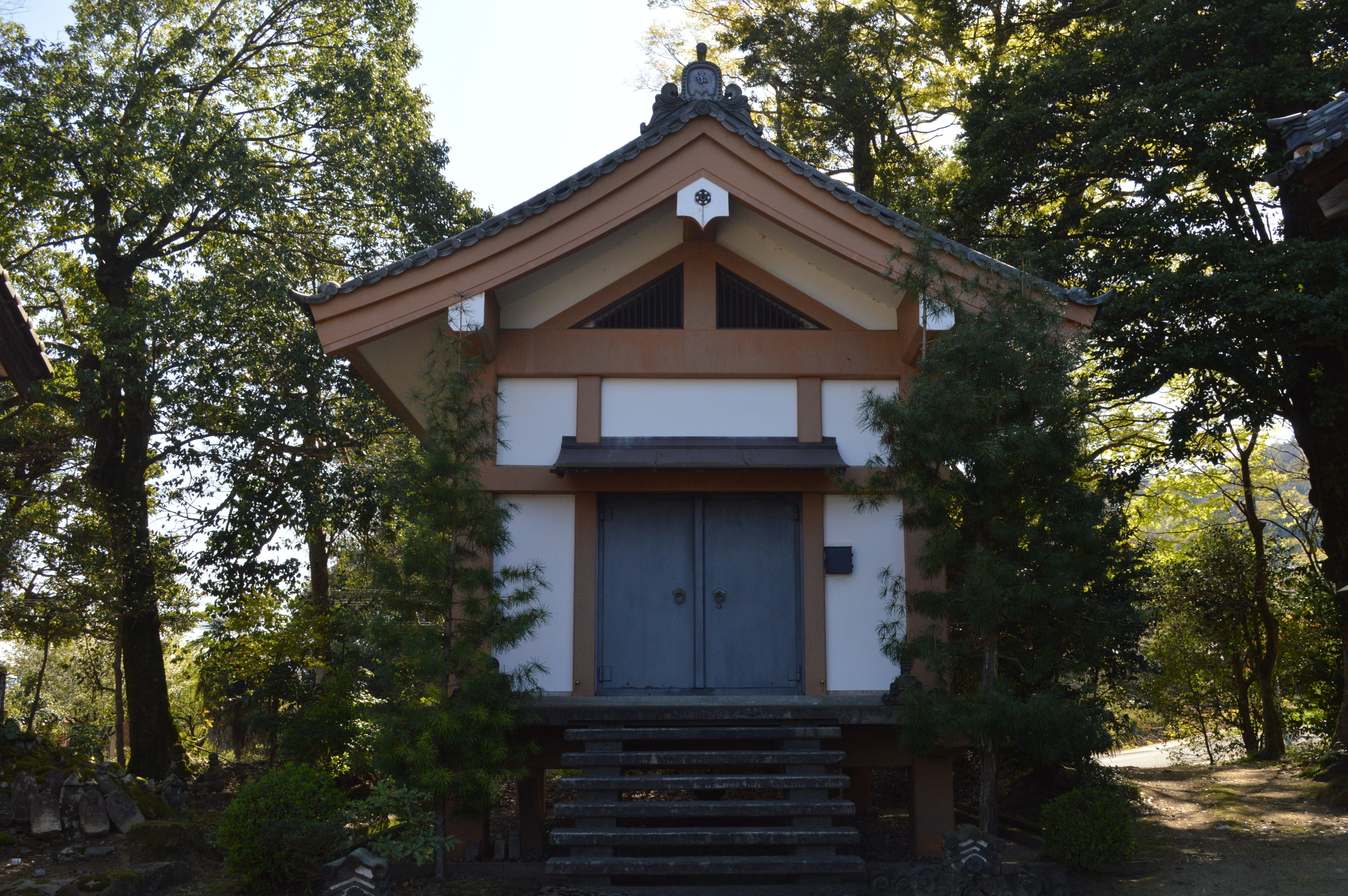
蔵

## 文化財

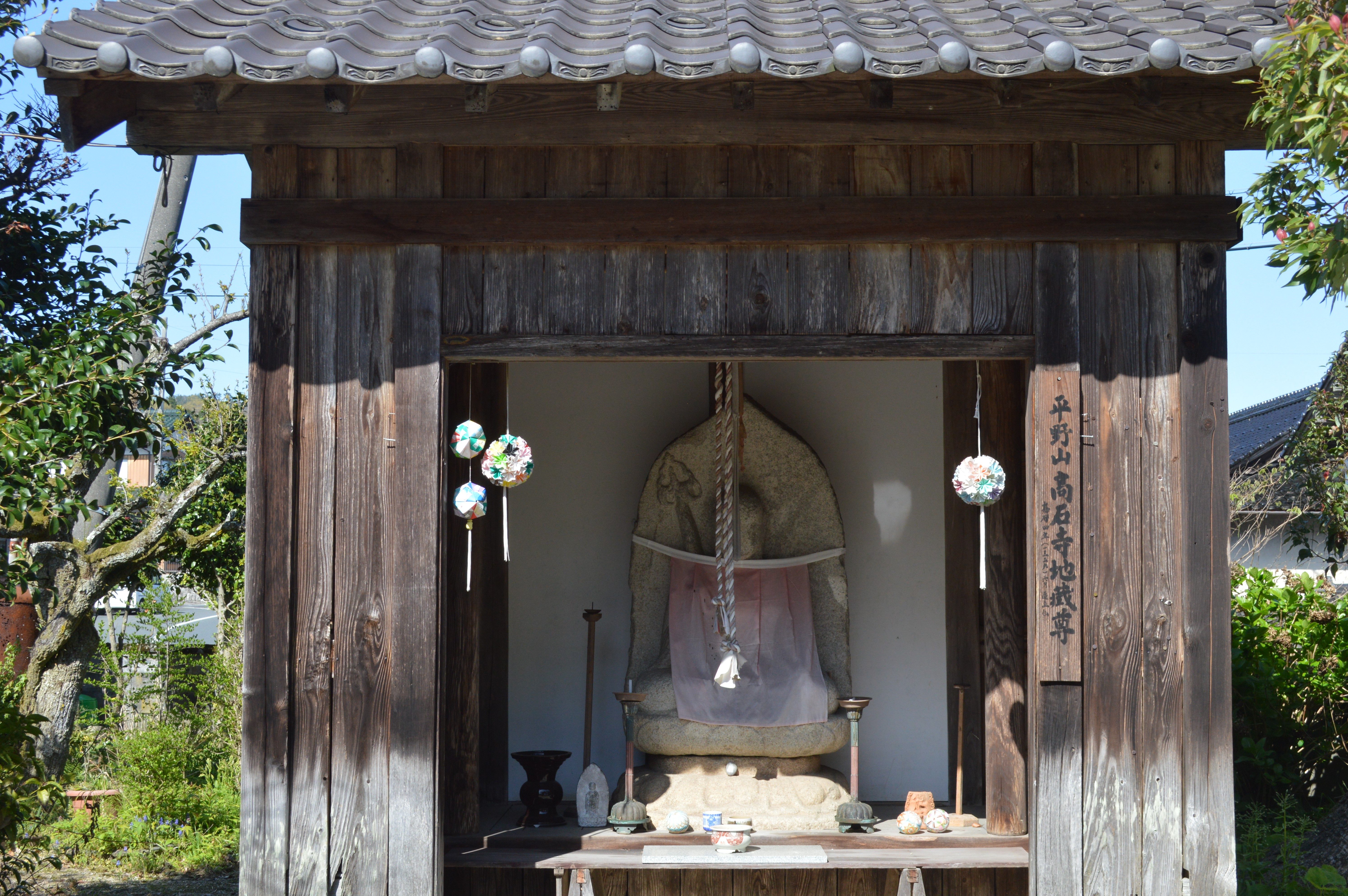
石造高石地蔵尊

### 重要文化財
- 厨子入木造愛染明王坐像[2] - 鎌倉時代
- 木造如来立像[2]
- 制札 6枚 [2]
  - 元亨四年八月十三日 六波羅禁制（1324年）
  - 元弘三年五月十八日 足利高氏禁制（1333年）
  - 建武三年八月廿九日 足利尊氏禁制（1336年）
  - 文亀四年正月 日 延永春信禁制（1504年）
  - 永禄三年九月 日 松永長頼禁制（1560年）
  - 慶長六年十一月 日 京極高知禁制（1601年）
  - 附：文書1巻

### 宮津市指定文化財
- 石造高石地蔵尊 - 嘉暦4年（1329年）6月24日造立。勅使を迎えるために高石寺の本尊として安置される。

## 基礎情報
所在地
- 〒626-0025 京都府宮津市日置2268

交通アクセス
- 宮津天橋立インターチェンジから車で約30分または京都丹後鉄道宮豊線天橋立駅からタクシーで約25分
- 京都丹後鉄道宮豊線天橋立駅から丹海バス「金剛心院」バス停下車後すぐ

周辺
- 禅海寺 - 臨済宗妙心寺派の寺院。
- 妙円寺 - 日蓮宗の寺院。
- 若田神社 - 日置の氏神。